# Lubczyk ogrodowy
Lubczyk ogrodowy (Levisticum officinale W.D.J. Koch) – gatunek byliny z rodziny selerowatych. Jedyny gatunek z rodzaju lubczyk Levisticum. Nazwy ludowe: lubiśnik lekarski, korzeń, łakotne ziele, mleczeń. Pochodzi z Afganistanu i Iranu, ale został szeroko rozprzestrzeniony na świecie. Jako introdukowany rośnie niemal w całej Europie (od Islandii i Hiszpanii po Ural), w środkowych i wschodnich Chinach, we wschodniej i środkowej Ameryce Północnej oraz w Chile. Jest uprawiany w wielu rejonach świata (również w Polsce), czasami (rzadko) dziczejący. 

## Morfologia i biologia
ŁodygaWzniesiona, naga, delikatnie rowkowana, w górze bruzdowana, wewnątrz pusta, o wysokości do dwóch metrów, tylko w górnej części rozgałęziona. W części podziemnej grube (o średnicy do 5 cm), rozgałęzione i krótkie kłącze. Jest ono jasnoszarawobrunatne lub żółtawobrunatne, gładkie lub z kilkoma wypukłościami. Korzenie wykazujące mało rozgałęzień są tak samo zabarwione jak kłącze i zwykle są grubości do 1,5 cm i długości do około 25 cm. Przełam jest zazwyczaj gładki i wykazuje bardzo szeroką żółtawobiałą korę i wąskie brunatnawożółte drewno.
LiściePołyskujące, duże (dolne do 70 cm długości), ciemnozielone, podwójnie lub pojedynczo pierzaste, o listkach do 11 cm długości, jajowato-rombowatych i grubo ząbkowanych na dolnych liściach i węższych, lancetowatych i niemal całobrzegich na górnych liściach.
KwiatyZebrane w baldaszki, które w liczbie 6–20 tworzą baldachy złożone o szypułach szorstkich i bruzdowanych. Pokrywy i pokrywki liczne, lancetowate, na brzegu błoniaste i orzęsione. Płatki korony bladożółte, eliptyczne, zaginające się do środka kwiatu. Kwitnie w lipcu i sierpniu.
OwocePodwójne rozłupnie, eliptyczne, spłaszczone, o długości do 7 mm i szerokości do 4 mm, z 5 żebrami.

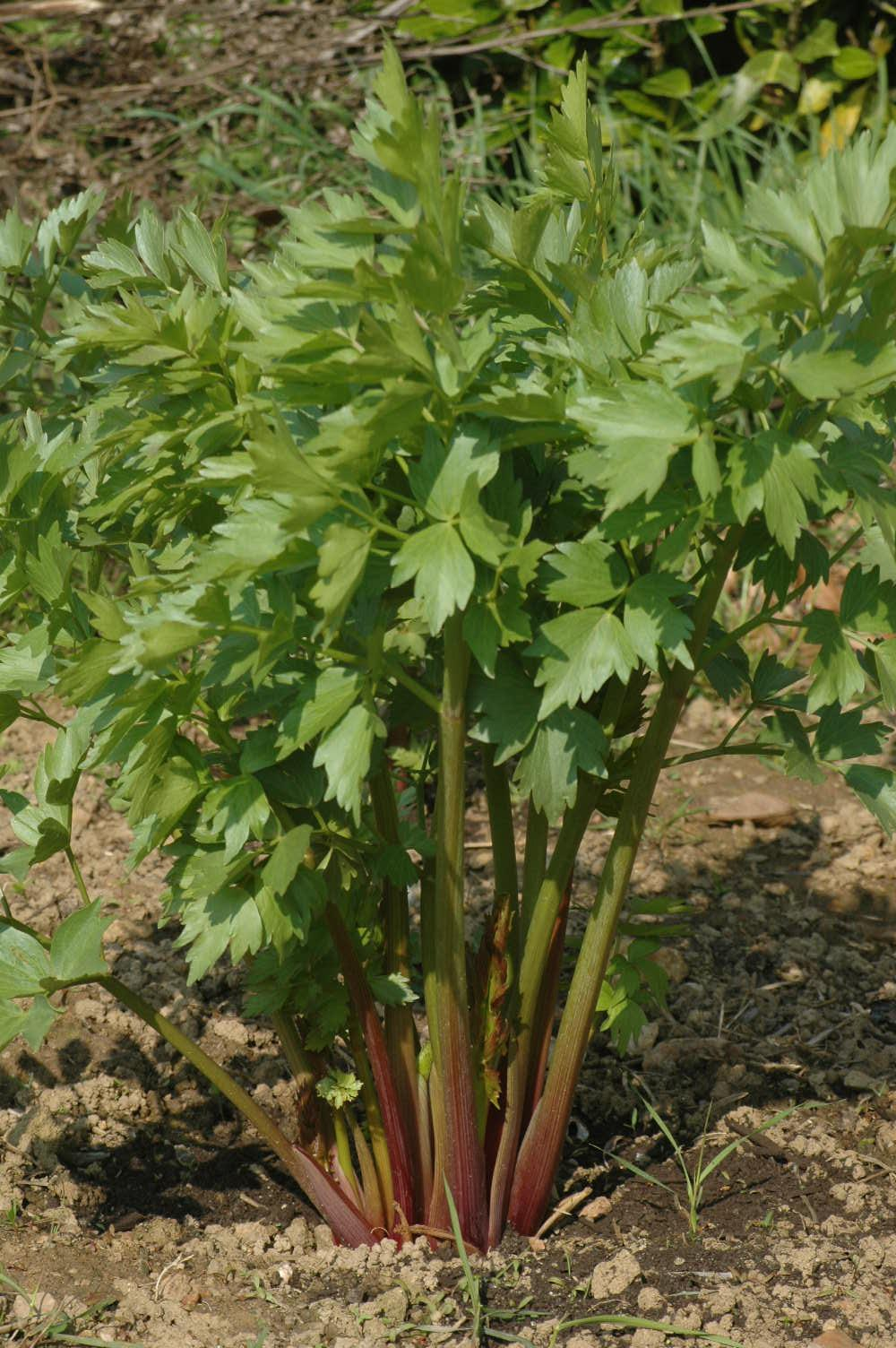
Liście odziomkowe
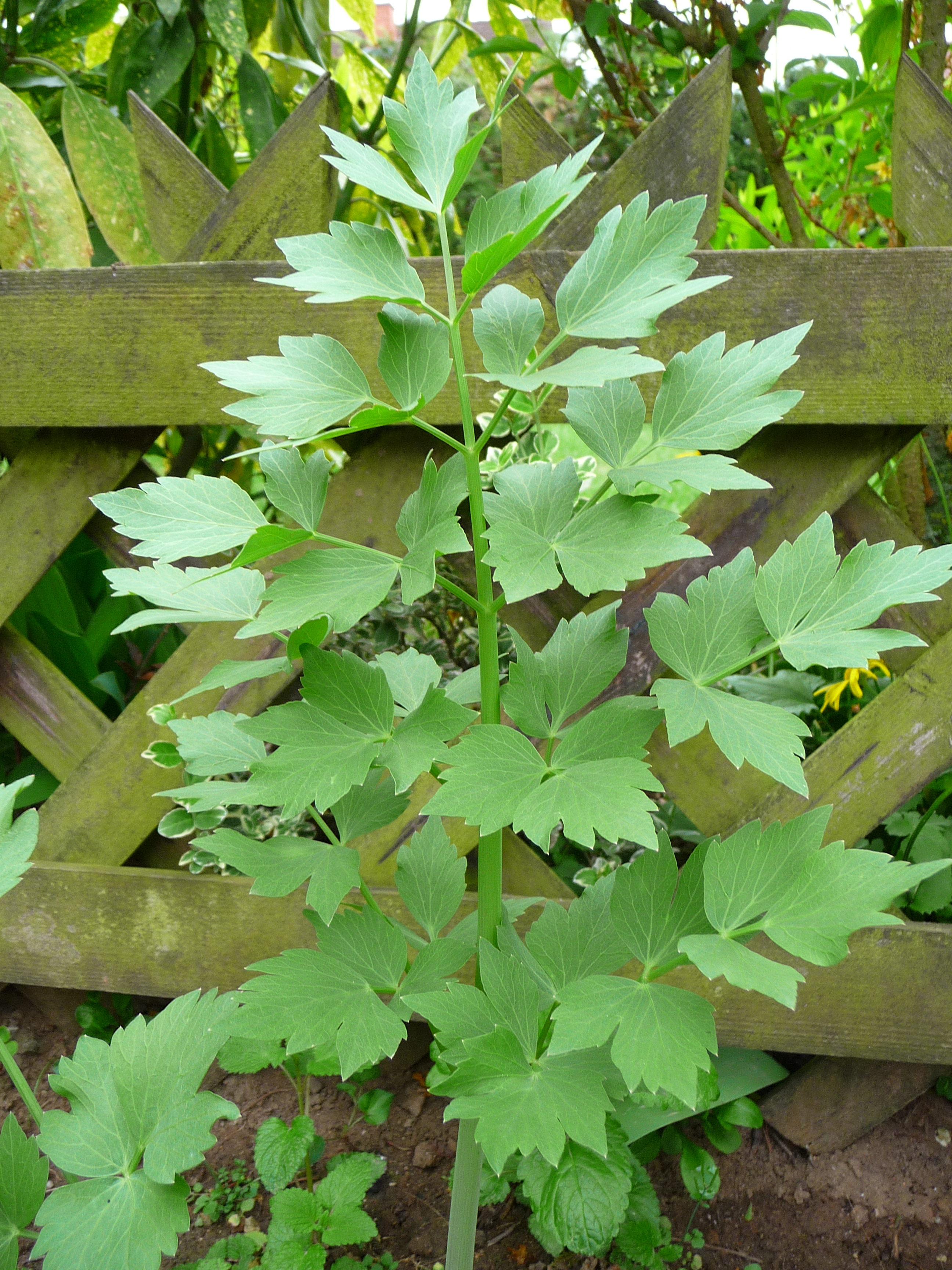
Pojedynczy liść
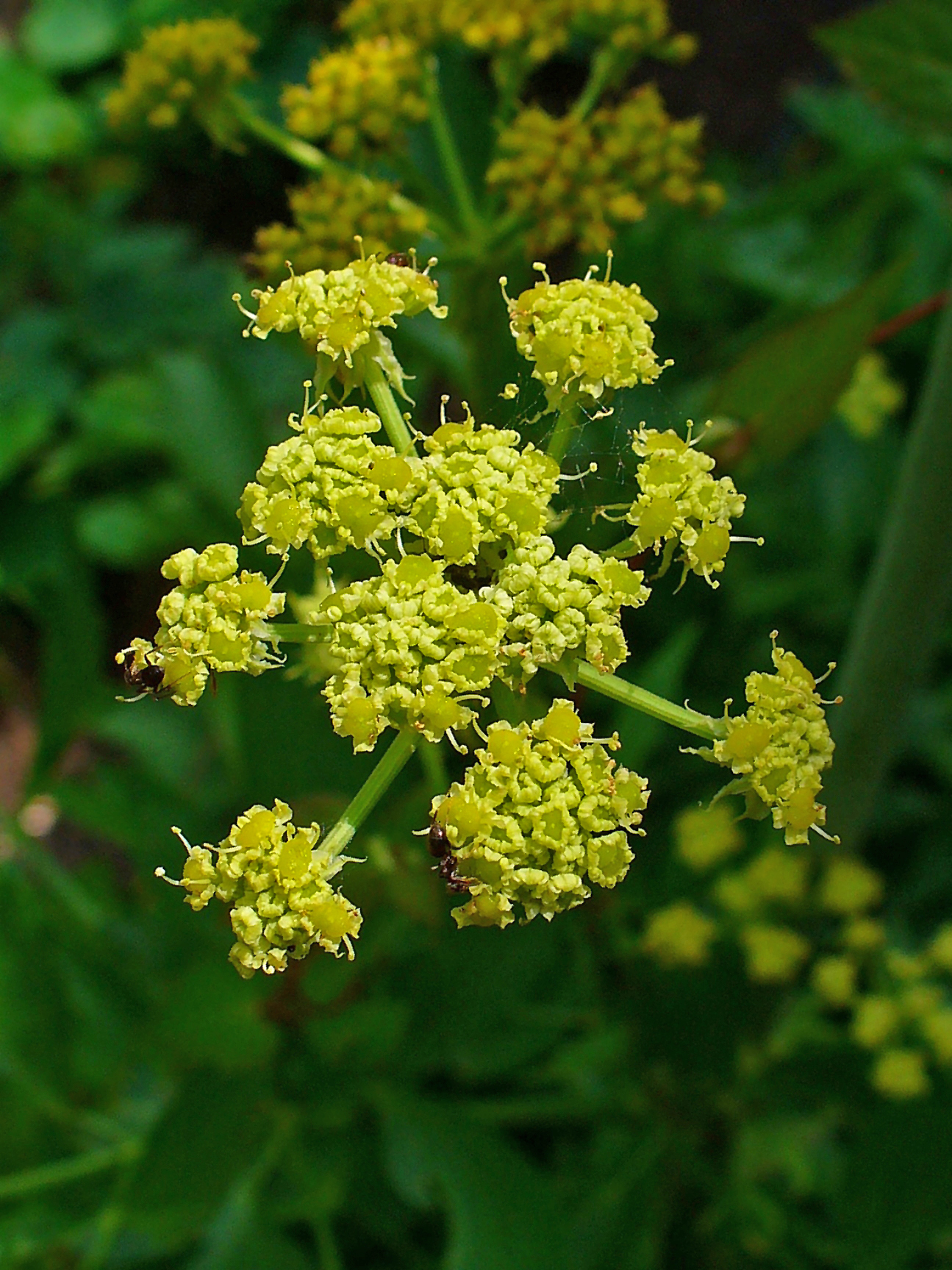
Kwiatostan
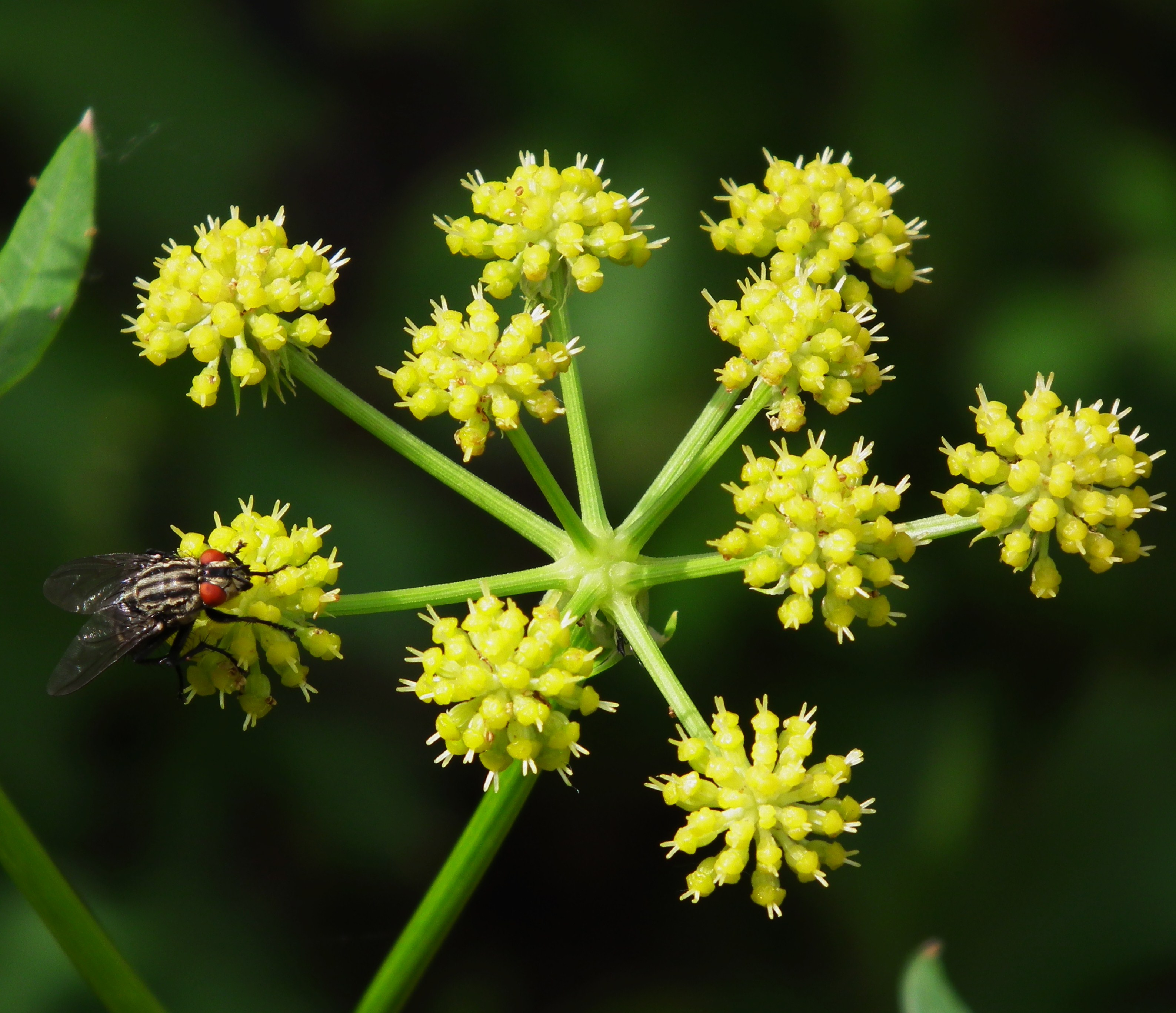
Owoce

## Systematyka
Gatunek reprezentuje monotypowy rodzaj lubczyk Levisticum Hill, Brit. Herb.: 423 (1756). Należy od do podrodziny Apioideae w obrębie rodziny selerowatych Apiaceae z rzędu selerowców Apiales.

## Zastosowanie

### Roślina jadalna
Od dawna był używany jako aromatyczna przyprawa, składnik potraw u ludów południowoeuropejskich i uprawiany w ogrodach starożytnej Grecji i Rzymie. Jego uprawę rozpowszechnili w średniowieczu benedyktyni, którzy uprawiali go w swoich ogrodach. W Polsce jest często uprawiany w ogrodach lub na większą skalę w celach przemysłowych. W celach kulinarnych jest używane przede wszystkim ziele rośliny.
Roślina wchodzi w skład wielu mieszanek ziołowych, przyprawy „Maggi”, różnorodnych kostek bulionowych i zup błyskawicznych. Jest używana do przygotowania rosołów i zup na ich bazie. W Anglii rozdrobnione nasiona dodawano do wypieku chleba, w niektórych krajach bywa używany do parzenia słodkiej herbaty z miodem. Wytwarzana jest też przy jego użyciu nalewka zwana kordiałem.

### Roślina lecznicza
Surowiec zielarskiKorzeń lubczyka (Levistici radix) – całe lub rozdrobnione, wysuszone kłącze i korzeń, o zawartości minimum 3,0% olejku eterycznego. Zawiera przede wszystkim olejek lotny (terpeinol, estry, kwas octowy, kwas walerianowy), skrobię w dużych ilościach, cukry, żywice, kumarynę, kwasy organiczne, związki ftalidowe (pochodne kwasu ftalowego – butyloftalidy), kumaryny i furanokumaryny (m.in. bergapten i psolaren), kwasy polifenolowe (m.in. kwas kawowy i chlorogenowy), fitosterole. Odwar korzenia lubczyku wykorzystywany jest w przypadku nieżytów dróg moczowych i niewydolności nerek. Przetwory z lubczyku łagodzą też bóle menstruacyjne i działają moczopędnie.
Działaniemoczopędne, wiatropędne i wykrztuśne. Polecany w chorobach dróg moczowych oraz schorzeniach przebiegających ze zmniejszeniem wydalania moczu. W medycynie ludowej stosowany w nieżytach górnych dróg oddechowych jako środek wykrztuśny, jako lek pobudzający krwawienie miesiączkowe, a także zwiększający pobudliwość seksualną.
Zbiór i suszeniesurowiec zbiera się jesienią w drugim i trzecim roku wegetacji. Po oczyszczeniu kroi się podłużnie i suszy w temperaturze do 35 stopni.
Przypisywano mu wielką moc. Według dawnych wierzeń wykopany wraz z nacią 1 października o szóstej rano wielkie i znamienite skutki czyni w małżeństwie, roztyrki i niezgody w nim równa. Upięty we włosach lub przyczepiony do sukni ślubnej miał przynosić młodej parze szczęście. Dodany do pierwszej po urodzeniu dziecka kąpieli miał przynieść szczęście w miłości (ale tylko dziewczynkom!).

### Roślina kosmetyczna
Olejek lubczykowy stosowany jest w niektórych kompozycjach perfum. Korzeń może być używany jako dodatek do kąpieli.

## Uprawa
WymaganiaRoślina rośnie najlepiej na nasłonecznionych stanowiskach. Gleba – lekka, przepuszczalna, dobrze spulchniona i uprawiona. Niezbyt zwięzła i żyzna o dużej zawartości próchnicy i wapnia. Lubczyk nie rośnie na suchych, gliniastych, kwaśnych lub jałowych glebach. Na okres zimowy całkowicie zamiera część nadziemna. Strefa mrozoodporności 6. Roślina rozmnażana generatywnie przez nasiona sadzone bezpośrednio do gruntu tuż po zbiorze w sierpniu.